# Garmisch-Partenkirchen (distrito)
Garmisch-Partenkirchen é um distrito da Alemanha, na região administrativa de Oberbayern, estado de Baviera.

## Municípios
| 1. Bad Bayersoien 2. Bad Kohlgrub 3. Eschenlohe 4. Ettal 5. Farchant 6. Garmisch-Partenkirchen 7. Grainau 8. Großweil | 1. Krün 2. Mittenwald 3. Murnau am Staffelsee 4. Oberammergau 5. Oberau 6. Ohlstadt 7. Riegsee 8. Saulgrub | 1. Schwaigen 2. Seehausen am Staffelsee 3. Spatzenhausen 4. Uffing 5. Unterammergau 6. Wallgau |